# Intercambiador de Santa Catalina (Las Palmas de Gran Canaria)
El Intercambiador de Santa Catalina es una estación de guaguas de la ciudad de Las Palmas de Gran Canaria. Es junto con la Estación de San Telmo la estación de guaguas interurbana más transitada de la ciudad, y la más importante de Guaguas Municipales en el Distrito Isleta-Puerto-Guanarteme junto la estación de Puerto y la de Auditorio. Se encuentra cerca del litoral de la Avenida Marítima y en un extremo del histórico Muelle Santa Catalina, a apenas 200 metros del Parque Santa Catalina, a 700 metros de la Playa de las Canteras y en el mismo entorno donde se hallan el Edificio Miller, el Museo Elder y el Centro Comercial El Muelle.

## Historia
Durante la década de 1980 se estuvo debatiendo ampliar las infraestructuras de transporte público ante la falta de estas en una ciudad que cada vez contaba con más población. Al inaugurarse la Estación de San Telmo en 1987 ya se debatió sobre la incapacidad de la misma para absorber todo el tráfico de pasajeros de guaguas en la isla en aquel entonces, por lo que era necesario que hubiera otra estación de las mismas características que acogiera y neutralizara dicho tráfico en el otro extremo de la ciudad, en las proximidades al Parque Santa Catalina.
En 1996 se adjudicó la construcción de la estación con un presupuesto de 2.785 millones de pesetas. La nueva terminal se empezó a construir en el extremo derecho del Muelle Santa Catalina, en un proceso de reorganización del Parque Santa Catalina que conllevó al soterramiento de la Calle León y Castillo y la peatonalización de gran parte de la misma. La obra sería inaugurada el 30 de mayo de 2001 coincidiendo con el Día de Canarias y fue inaugurada por el presidente del Gobierno de Canarias, Román Rodríguez y la Presidenta del Cabildo de Gran Canaria, María Eugenia Márquez. Sin embargo, la estación no funcionó con regularidad hasta el 10 de julio de 2001 tras el rematado definitivo de las obras y tras el proceso de reorganización de las líneas de Guaguas Municipales y de la recién fusionada Global.
El intercambiador es una terminal soterrada cubierta bajo una gigantesca carpa visible desde la Avenida Marítima. Dispone de ascensores y de escaleras mecánicas para acceder a las paradas. La estación se complementa con otra serie de paradas que se hallan en el mismo Parque Santa Catalina que acoge los servicios de las guaguas en sentido sur. Por otra parte, se espera que el intercambiador tenga conexiones con el futuro Tren de Gran Canaria y con la futura MetroGuagua.

## Zona de paradas
En el intercambiador hay paradas tanto de Global como de Guaguas Municipales. La estación se complementa con las paradas ubicadas en el Parque Santa Catalina.
| Intercambiador de Santa Catalina | Intercambiador de Santa Catalina | Intercambiador de Santa Catalina | Intercambiador de Santa Catalina | Intercambiador de Santa Catalina                                    | Intercambiador de Santa Catalina |
| Andén                            | Línea                            | Origen                           | Destino                          | Trayecto                                                            | Código                           |
| -------------------------------- | -------------------------------- | -------------------------------- | -------------------------------- | ------------------------------------------------------------------- | -------------------------------- |
| 01-02                            | 45                               | Santa Catalina                   | Hoya Andrea                      |                                                                     | 962                              |
| 03-04                            | 44                               | Santa Catalina                   | Isla Perdida                     |                                                                     | 960                              |
| 05-06                            | 22                               | Santa Catalina                   | La Paterna                       |                                                                     | 946                              |
| 07-10                            | 12                               | Hoya de La Plata                 | Puerto                           |                                                                     | 20                               |
| 07-10                            | 24                               | Santa Catalina                   | Puerto                           | Circular. Por Hospital Doctor Negrín, La Feria y Escaleritas        | 20                               |
| 07-10                            | 33                               | Guiniguada                       | Puerto                           | Por Ciudad Alta                                                     | 20                               |
| 07-10                            | 47                               | Tamaraceite                      | Puerto                           |                                                                     | 20                               |
| 07-10                            | L1                               | Hoya de La Plata                 | Puerto                           | Servicio nocturno                                                   | 20                               |
| 11-12                            | 26                               | Santa Catalina                   | Campus Universitario             | Por Siete Palmas                                                    | 942                              |
| 13                               | 81                               | Santa Catalina                   | Lomo de La Cruz                  |                                                                     | 990                              |
| 14-15                            | 41                               | Santa Catalina                   | Las Coloradas                    |                                                                     | 958                              |
| 16                               | Guagua Retén                     | Guagua Retén                     | Guagua Retén                     | Guagua Retén                                                        | 30000                            |
| 17                               | 233                              | Santa Catalina                   | Tenoya Alta                      | Por Ladera Alta y Los Giles                                         | 30017                            |
| 17                               | 317                              | Los Giles                        | Santa Catalina                   | Por Tamaraceite y Siete Palmas.                                     | 30017                            |
| 18                               | 233                              | Santa Catalina                   | Tenoya Alta                      | Por Ladera Alta y Los Giles                                         | 30018                            |
| 18                               | 319                              | Santa Catalina                   | Las Mesas                        | Por Ladera Alta y Los Giles                                         | 30018                            |
| 19-20                            | 80                               | Santa Catalina                   | Telde                            | Por San Telmo                                                       | 30019                            |
| 21                               | 60                               | Las Palmas de G.C.               | Aeropuerto                       | Directo. Por San Telmo                                              | 30021                            |
| 22                               | 91                               | Las Palmas de G.C.               | Puerto de Mogán                  | Directo. Por San Telmo, Arguineguín, Puerto Rico y Playa del Cura   | 30022                            |
| 23-24                            | 30                               | Las Palmas de G.C.               | Faro de Maspalomas               | Directo. Por San Telmo, Bahía Feliz, San Agustín y Playa del Inglés | 30023                            |
| 25                               | 8                                | Las Palmas de G.C.               | Doctoral                         | Semidirecto. Por San Telmo                                          | 30025                            |
| 26                               | 301                              | Las Palmas de G.C.               | Santa Brígida                    | Por San Telmo                                                       | 30025                            |
| 27                               | 327                              | Las Palmas de G.C.               | Lomo Blanco                      | Circular. Por San Telmo y Campus Tafira                             | 30027                            |
| 28                               | 323                              | Santa Catalina                   | San Mateo                        | Por Hospital Doctor Negrín y Campus Tafira                          | 30028                            |
| 29                               | 21                               | Puerto                           | Santa Catalina                   | Circular. Por Escaleritas, La Feria y Hospital Doctor Negrín        | 999                              |
| 29                               | 24                               | Santa Catalina                   | Puerto                           | Circular. Por Hospital Doctor Negrín, La Feria y Escaleritas        | 999                              |
| 29                               | L2                               | Santa Catalina                   | Teatro                           | Servicio Nocturno. Por Ciudad Alta                                  | 999                              |